# Ronda Ausetans (Vic)

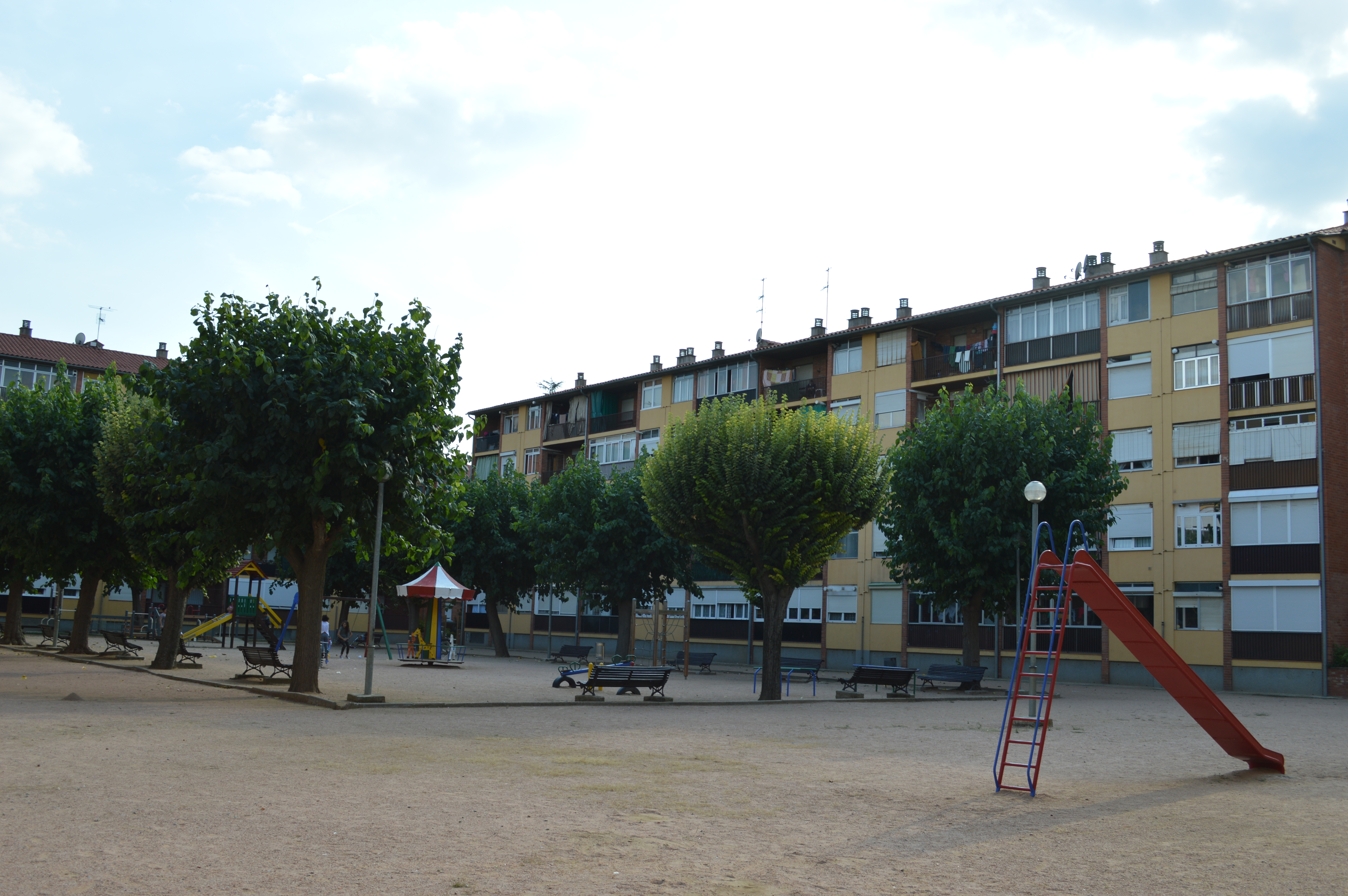

Ronda Ausetans és un barri de Vic. Se situa al Sud de la ciutat i es troba dins d'un altre barri de Vic, el de l'Estadi. Els blocs de pisos es van construir l'any 1972 per la Nova Cooperativa Vigatana i, inicialment estaven destinats a l'allotjament dels treballadors de l'Ajuntament. Amb 290 habitatges, conformen la promoció immobiliària més gran del barri de l'Estadi.

## Toponímia
Són coneguts com a pisos Sánchez Arjona, aquest nom ve derivat pels cognoms del ministre de l'Habitatge de Franco, José María Martínez y Sánchez-Arjona, perquè va intervenir per desenvolupar aquest projecte. Com que inicialment eren pisos pels treballadors de l'ajuntament, de Vic els edificis se'ls anomenava "pisos de l'Ajuntament" però també el barri era popularment conegut com el nom del barri de Lurdes, per una església que està situada al costat i que a més a més varen ser construïdes al mateix temps. Més tard es va anomenar els edificis o habitatges de la Ronda Ausetans.
Els orígens de la paraula Ausetans venen derivats de la tribu ibèrica dels ausetans que es trobaven en la comarca osonenca. Vic era el centre d'aquesta tribu, i la seva capital es creia que era Ausa, origen del topònim actual d'Osona.

## Demografia[2]
A través de l'estudi demogràfic que es va dur a terme l'any 2011 podem fer una aproximació sobre el tipus de població que hi viu, ja que aquestes dades no han variat gaire. Segons l'estudi demogràfic fet l'any 2011 publicat per l'ajuntament de Vic, Rda. Ausetans té una població de 790 habitants. En aquest estudi s'observen els següents factors: 
- El sexe predominant és el sexe masculí amb un 56,5% de població (444 homes), mentre que les dones ocupen un 53,5% en aquest barri (346 dones).
- Distribució per edats: La majoria de la població correspon a l'edat adulta, jove o infantil, per tant, és un barri poc envellit. En termes més numèrics, els nens de 0 a 14 anys representen un 22,15%, els adolescents de 14 a 24 anys un 11,1%, els joves de 25 a 39 anys un 32,52%, els adults de 40 a 64 anys un 22,15% i els ancians de més de 65 anys un 13,16%.
- Pel lloc de naixement: La majoria de la població són immigrants, el 67,1% dels veïns són estrangers i el 32,9% espanyols. La majoria de la població estrangera prové del Marroc (25,95%), Ghana (20,89%), Nigèria (4,18%), Índia (4,18%), Senegal (3,18%), Polònia (2,66%), Bissau (1,27%), Equador (0,89%), entre altres (3,54%).

## Història
El barri es va construir l'any 1972 com a cooperativa de propietaris durant el govern franquista, encara que tenia data l'any 1968. Es va construir per una cooperativa d'habitatges a causa de l'oposició dels grans constructors de Vic. Al final dels anys 80 va passar de ser la Nova Cooperativa Vigatana a esdevenir una comunitat de propietaris. Està format per 290 habitatges i 10 botigues i van ser construïts inicialment com a pisos pels treballadors de l'Ajuntament. Inicialment aquests pisos valien 230.000 pessetes aproximadament.
Es va fer una remodelació del local l'any 2002 per crear un espai per la gent gran del barri i actualment es fan activitats de tots tipus. El barri sempre ha comptat amb un vigilant que s'encarrega de vigilar i del local social.

## Urbanisme
Pel que fa a la morfologia urbana, Rda. Ausetans es tracta d'una àrea suburbana, es tracta d'un polígon d'habitatges. Són blocs de pisos grans, construïts de manera ràpida i per a persones humils, són habitatges que en el futur alguns han donat problemes de conservació, ja que es van construir amb costos mínims. Això podria ser una causa de l'incendi d'un dels habitatges de Ronda Ausetans l'any 2013.
El terra era de gravilla però l'Ajuntament va canviar-ho per sorra. Els primers pisos són d'uns 70m² i al final dels anys 90 van ampliar les façanes dels balcons per guanyar metres. Els edificis no tenen ascensors i els pisos estan formants generalment de tres habitacions, un lavabo, cuina i balcó.
Actualment, la façana d'aquests blocs es troba en un estat molt precari, es veuen les imperfeccions del pas del temps i això a contribuït a la decadència d'aquest edificis. Per aquest motiu observem que el barri té un aspecte molt antic i la gran majoria dels residents que hi viuen són persones amb un nivell adquisitiu baix, com poden ser nouvinguts.

## Celebracions del barri
Les primeres festes del barri, van començar al cap de dos anys de la construcció dels habitatges. Aquestes festes se celebraven per les dates de Sant Joan.
Les festes eren organitzades per una comissió de joves i la junta de l'associació de veïns. Els veïns recorden que eren una gran família i organitzaven les festes amb molta il·lusió i moltes ganes. Les festes es van organitzar durant 15 i 20 anys però es van acabar quan la gent del barri va començar a marxar.
Les revetlles de Sant Joan, començaven a les 9 del matí i acabàvem a les 5 de la matinada. Al matí es feia la xocolatada, al migdia arròs i a la tarda un entrepà. Altres anys es van fer sardinades. El ví, el xampany, el pa amb tomàquet i la llonganissa eren gratuïts, i això feia que gent d'altres barris participessin en les festes.
Per tal de finançar les festes els veïns, van col·locar una barra de bar amb preus molt econòmics, feien una rifa i una recol·lecta de veïns. També ho finançaven amb ajuts econòmics que donava l'ajuntament i els comerços més propers, participaven pagant premis i trofeus.
L'any 2008 es va organitzar el primer espectacle del Cicle d'Animació Infantil als barris sud de Vic on més de 100 persones van assistir a l'actuació. Aquests van tornar a fer una actuació en 2010 juntament amb l'organització d'un Mercat Infantil de 2a mà. Aquestes activitats tenien com a objectiu fomentar la bona convivència entre el veïnat i afavorir la cohesió social. També, a causa de la diversitat cultural del barri es va organitzar el primer festival de sopes de Vic on es van poder tastar sopes d'orígens geogràfics molt diversos.

## Serveis i associacions

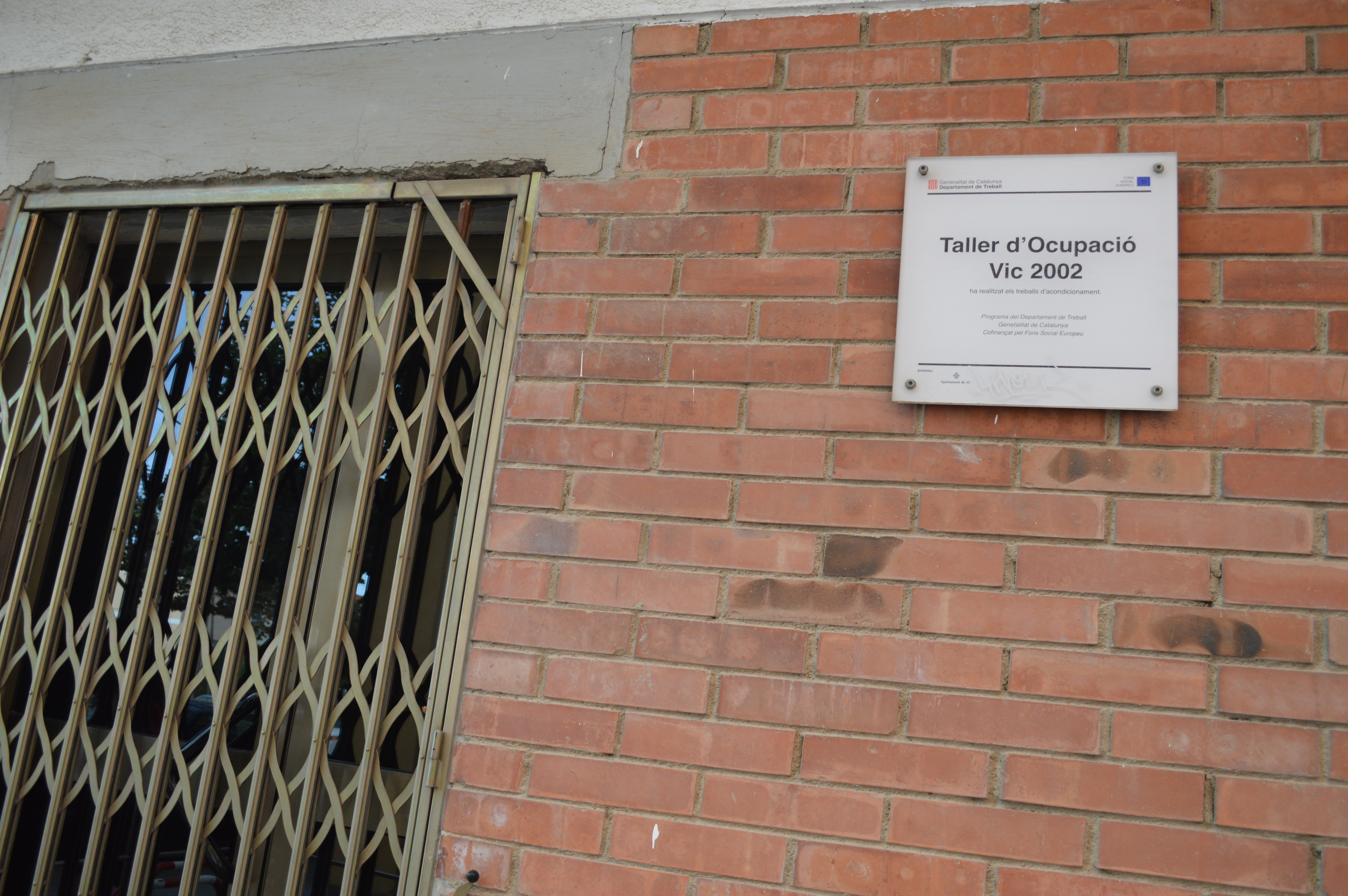

### Serveis i botigues
En el barri podem trobar diversos serveis: 
- Vigilant del barri: Encarregat de controlar i vigilar el barri i l'encarregat del local social.
- Serveis d'habitatge: subvencions de pagament de lloguer de pis, subvencions per a la rehabilitació d'edificis d'ús residencial, subvencions per a la rehabilitació d'habitatges buits per a destinar a lloguer solidari, etc. Aquest servei està disponible per tota la ciutat de Vic.
- Parc infantil: hi ha un parc infantil envoltat pels edificis i actualment ballat.
- Hi ha botigues d'origen africà amb productes del continent, com per exemple perruqueries, botigues d'aliments, etc.
- El Taller d'Ocupació 2002 és un projecte que va elaborar a l'Ajuntament de Vic. Aquest projecte estava destinat a millorar l'ocupabilitat de la gent jove (25 anys i més) que es trobava a l'atur. El projecte era finançat pel Departament de Treball de la Generalitat de Catalunya. Per altra banda, l'Ajuntament es va comprometre a assumir el cost que la subvenció no cobris.[7]
- Carril per a bicicletes: el barri de la Ronda dels Ausetans compta amb un carril per on passa molta gent i a més, molts dels residents es desplacen en bicicleta i això es pot observar en la quantitat d'aquestes aparcades al pàrquing privat.

### Associacions
Des dels seus principis, aquest barri sempre ha tingut un moviment veïnal molt fort des dels anys 60 fins als 90,que entre altres coses organitzava les festes del barri on col·laborava activament una comissió de gent jove. Un dels moments en què els veïns varen fer més pinya va ser alhora de combatre un projecte que es volia dur a terme per la construcció d'una gasolinera. No van poder aturar el projecte però va aconseguir que la gasolinera es fes més petita com la podem trobar actualment. L'espai que van utilitzar per construir la gasolinera, actualment hi ha un parc infantil i pistes de futbol i bàsquet. Ho varen aconseguir gràcies a accions en les quals es van penjar pancartes als balcons, van baixar taules i cadires i les van col·locar on hi havia la maquinària d'obra per interrompre el treball.
Actualment aquesta associació de veïns continua activa. Continua organitzant activitats d'interès per adults residents a Vic amb diferents objectius com per exemple, temes d'atur i el mercat empresarial, ja que la crisi ha afectat també notablement als seus residents. Aquestes xerrades són a càrrec d'en Josep Burgaya regidor del barri de l'Estadi i de promoció econòmica o, d'Integradores laborals del servei Local d'Ocupació de Vic Sud. Es solen dur a terme al local de la comunitat de propietaris de la Ronda Ausetans. Amb la intenció d'explicar la importància de continuar formant-se i conèixer aquells sectors laborals que ofereixen més llocs de treball.
També, organitza activitats de treball comunitari per tal de millorar la relació amb l'entorn, la convivència i el compromís amb el barri. N'és un exemple el festival de sopes de Vic, amb l'objectiu de desitjar-se bones fetes de Nadal, on hi van participar vuit sopes de diferents orígens geogràfics, de manera que les sopes tenien el gust de la diversitat cultural de les persones que hi viuen al barri; Marroc, Índia, Ghana i Catalunya.
Amb tot el moviment veïnal van aconseguir organitzar les seves pròpies festes (tot i que ja pertanyen al barri de l'Estadi) i que l'ajuntament els consideri un barri més.